# Pavlo Ščedrakov
Pavlo Serhijovyč Ščedrakov (in ucraino Павло Сергійович Щедраков?; traslitterazione anglosassone: Pavlo Serhiiovych Shchedrakov; 17 gennaio 1985) è un ex calciatore ucraino, di ruolo centrocampista o ala.

## Carriera
Inizia nel Borysfen. Nel 2005 passa al Desna Černihiv per 4 stagioni giocando 122 partite, segnando 5 reti. Nel 2009 passa al Krymteplycja dove gioca anche 55 partite, segnando 3 reti e 55 partite con il Zakarpattja segnando 3 reti. Nel 2013 ritorna al Desna Černihiv giocando 115 partite e segnando 2 reti. Gioca anche 6 partite per il Polіssja Žytomyr e nel 2018 viene nominato allenatore del Desna-2 Černihiv. Nel 2019 gioca anche per il Kudrivka che nel 2023 viene inserita nella Perša Liha.

## Statistiche
Statistiche aggiornate al 1º novembre 2023.

### Presenze e reti nei club
| Stagione        | Squadra          | Campionato      | Campionato | Campionato | Coppe nazionali | Coppe nazionali | Coppe nazionali | Coppe continentali | Coppe continentali | Coppe continentali | Altre coppe | Altre coppe | Altre coppe | Totale | Totale | Totale |
| Stagione        | Squadra          | Comp            | Pres       | Reti       | Comp            | Pres            | Reti            | Comp               | Pres               | Reti               | Comp        | Pres        | Reti        | Pres   | Reti   |        |
| --------------- | ---------------- | --------------- | ---------- | ---------- | --------------- | --------------- | --------------- | ------------------ | ------------------ | ------------------ | ----------- | ----------- | ----------- | ------ | ------ | ------ |
| 2016-2017       | Desna Černihiv   | PL              | 23         | 5          | KU              | 2               | 1               |                    | -                  | -                  |             | -           | -           | 18     | 6      |        |
| 2017-2018       | Desna Černihiv   | PL              | 16         | 0          | CU              | 3               | 0               |                    | -                  | -                  |             | -           | -           | 19     | 0      |        |
| 2017-2018       | Polіssja Žytomyr | PL              | 10         | 2          | KU              | 6               | 0               |                    | -                  | -                  |             | -           | -           | 6      | 8      |        |
| 2023-2024       | Kudrivka         | PL              | 10         | 2          | KU              | 2               | 0               |                    | -                  | -                  |             | -           | -           | 12     | 2      |        |
| Totale carriera | Totale carriera  | Totale carriera | 52         | 7          |                 | 7               | 1               |                    | 0                  | 0                  |             | -           | -           | 55     | 8      |        |

## Palmarès

### Club

#### Competizioni nazionali
- Perša Liha: 1

Hoverla: 2011-2012